# Montceau-et-Écharnant
Montceau-et-Écharnant település Franciaországban, Côte-d’Or megyében. Lakosainak száma 179 fő (2022. január 1.). Montceau-et-Écharnant Lusigny-sur-Ouche, Meloisey, Cussy-la-Colonne, Saint-Romain, Saussey, Écutigny, Val-Mont és Mavilly-Mandelot községekkel határos.

## Népesség
A település népességének változása:
| Lakosok száma | 143  | 121  | 118  | 139  | 163  | 168  | 180  | 188  | 192  | 179  |
|               | 1968 | 1982 | 1990 | 2006 | 2013 | 2015 | 2017 | 2019 | 2020 | 2022 |